# ATCvet code QG52
ATCvet code QG52 محصولات مخصوص پستان و نوک پستان زیرگروهی درمانی از سیستم طبقه‌بندی شیمیایی درمانی آناتومیک برای محصولات دامپزشکی است. این سیستمِ متشکل از کدهای حرفی‌عددی را سازمان جهانی بهداشت برای طبقه‌بندی داروها و سایر تولیدات پزشکی در حوزهٔ دامپزشکی ایجاد کرده است. زیرگروه QG52 جزوی از گروه آناتومیک QG دستگاه ادراری-تناسلی و هورمون‌های جنسی است.
ممکن است نسخه‌های ملی از طبقه‌بندی ATC حاوی کدهای اضافه‌ای باشند که در این فهرست (نسخهٔ سازمان جهانی بهداشت) نیامده باشند.

## QG52A Disinfectants
گروه خالی

## QG52B Teat canal devices
گروه خالی

## QG52C Emollients
گروه خالی

## QG52X محصولات متفرقه مخصوص پستان و نوک پستان
گروه خالی